# Кали (рыба)
Кали (лат. Kali) — род лучепёрых рыб из семейства живоглотовых (Chiasmodontidae).
Название происходит от имени индуисской богини Кали. Обитают в глубоких водах всех океанов. Небольшие рыбы, длина тела от 12,3 до 26,1 см.

## Классификация
На август 2019 года в род включают 7 видов:
- Kali colubrina M. R. S. de Melo, 2008
- Kali falx M. R. S. de Melo, 2008
- Kali indica Lloyd, 1909, или Индийский кали[1]
- Kali kerberti (Weber, 1913)
- Kali macrodon (Norman, 1929)
- Kali macrura (A. E. Parr, 1933) — Длиннохвостый кали[1]
- Kali parri R. K. Johnson & Cohen, 1974